# 渥丹
渥丹，又名渥丹百合、山丹丹、赛渥丹、晨星百合、姬百合（日本），是百合科百合属多年生草本植物，分布於中国大陆的河南、河北、山东、山西、陕西、云南、吉林、辽宁、黑龙江、内蒙古、福建以及日本、朝鲜、西伯利亚中部和东部等地，多生於山坡草丛、路旁、灌木林下等湿润且阳光充足的环境，生长在海拔300米至2,200米的地区。
渥丹的种加词意为“纯色的”，这反映出渥丹具有纯色的花朵，不过少数渥丹也有深色的斑点。“渥丹”一词的本义是“润泽光艳的朱砂”，而渥丹花美丽光艳，红润可人，正如丹砂一般。

## 象征
陕北地区的山丹丹狭义上指的是渥丹一种，通常将渥丹与山丹统称为山丹丹，其中渥丹花色红润，宛若晨星，是陕北地区的代表性花卉，在陕北地区常被视为中国红色革命的象征，陕北民歌《山丹丹开花红艳艳》就是以此为主题而创作的。但是，由於人们放牧过度，对陕北地区的环境造成了严重的破坏，从前漫山遍野的渥丹在当地已极为稀少。21世纪初陕西当地已进行再引回计划，目前已取得一定成功。

## 特征

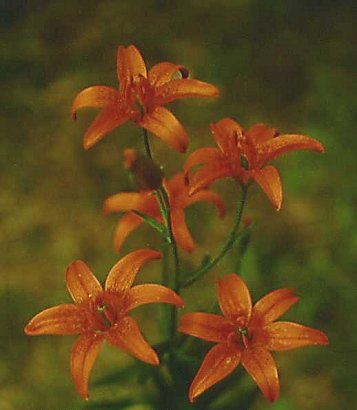
花束

株高25－60厘米，鳞茎卵形，直径1.5－3.5厘米，鳞瓣白色，卵形或尖卵形，平均长2－2.5厘米，最大2.5厘米，宽1－1.5厘米，最大3厘米；茎光滑直立，绿色，近基部偶尔带紫色，有纵棱，具小乳突，高30－50厘米，最高80厘米，具乳突，自鳞茎基生。叶散生，无柄，狭线形，边缘具小乳突，两面光滑，长2－10厘米，宽2－10毫米，叶脉和叶缘具乳突，尖端锐，叶脉3－7条；花两性，直立，顶生，1－5朵组成伞形或总状花序，花被星形伸展，深红色、红色或橘红色，纯色，某些变种具少数红褐色斑点，被片长披针形或倒披针形，6枚，不卷或稍卷，长2.2－5.2厘米，宽4－14毫米，两面均有蜜腺，蜜腺两侧具乳突，一般由蜜蜂授粉；雄蕊收敛，全为橘红色，花丝无毛，长1.8－2厘米，花药约长7毫米，花粉皆为椭球形，为单萌发沟，沟长达两端，表面纹饰为单排基柱网纹，网眼交接处有基粒合生现象；子房圆柱形，长1－1.2厘米，宽2－3毫米，花柱长7－9毫米。蒴果矩圆形，长3－3.5厘米，最短1.5厘米，宽约2.2厘米，成熟後裂开，种子具翅，浅褐色，扁平，半圆形。花期5－7月，果期8－9月。
渥丹耐寒性很强，因此被USDA列入耐寒性第4类。有说法称渥丹每年只会多开一朵花，因此可以根据当年开放的花朵数目判断渥丹的年龄。

### 种内区分
渥丹种内包括渥丹原变种渥丹、有斑百合、大花百合和原变型黄花渥丹（Lilium concolor var. concolor f. coridion），其中大花百合叶宽且短於其他种类，宽5－10毫米，黄花渥丹叶宽且长，其他种类无明显差异；有斑百合与原变种的区别是花被片具黑色或紫黑色斑点，黄花渥丹与有斑百合的区别是花被片黄色，大花百合与原变种的区别是被片长，长5.0－5.2厘米，宽8－14毫米，并具紫色斑点；大花百合外瓣、内瓣、花丝和雌蕊是所有渥丹种类中最长的，其次是黄花渥丹。有斑百合花粉橘黄色，基粒、网眼大小不均一，基粒瘤状，排列不紧密；大花百合花粉红褐色，基粒、网眼大小较均一，基粒盘珠状，排列紧密，基粒直径约1.93微米，网眼直径约7.32微米；黄花渥丹花粉黄色，基粒、网眼大小不均一，基粒瘤状，边缘不整齐，排列不紧密，基粒直径约2.55微米，网眼直径约5.29微米；有斑百合和黄花渥丹的花粉较为相似，大花百合与其他种类差异较大，不过相同的是每种花粉的生活力都很强。大花百合有胚率最低，而黄花渥丹萌发率最低。有斑百合与黄花渥丹亲缘关系较近，与大花百合亲缘关系较远。

## 用途
渥丹是一种很好的观赏植物，在日本是为食用其鳞茎而栽种。渥丹的鳞茎、叶、花均可食用，花和鳞茎可入药，鳞茎有驱风止痛、祛痰、止咳、止血、镇静和滋补的功效，清热解毒，内服可治疗支气管不适，也可作为蔬菜食用，煮食、炒食或腌渍等烹饪方法均可，清甜爽口；花可活血，可制成泥罨剂外敷以消炎止痛，治疗疖疮，接骨治伤，也可冲泡草本茶。渥丹的变种有斑百合是蒙药中的一味，名为朝哈日－萨日娜，主要药用部位为鳞茎，性味甘、平，有润肺止咳、宁心安神的功效，主治肺虚久咳、痰中带血、神经衰弱、惊悸失眠，一次6－15克，生用或用蜜炙法炒至不粘手，每100克渥丹用6.4克炼蜜，可水煎或煮粥食用。

## 栽培

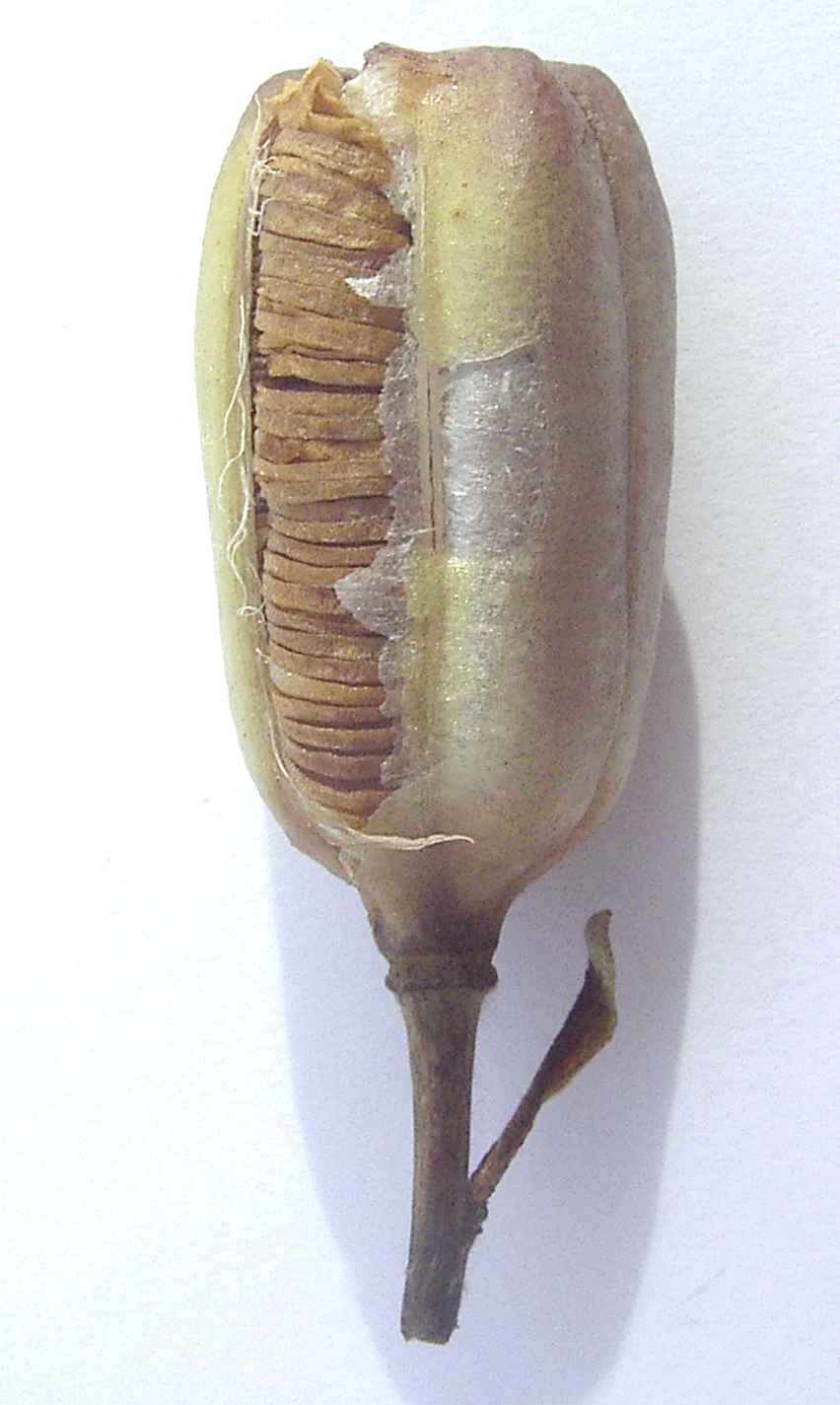
蒴果和种子

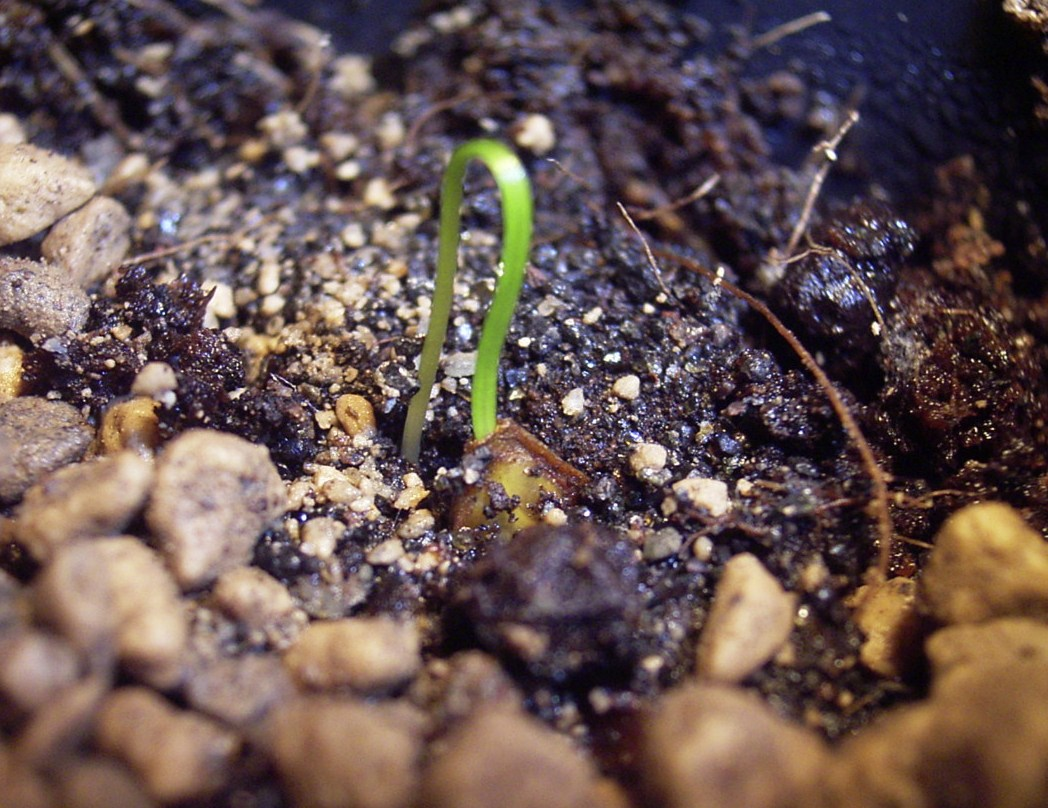
出土後12日的小苗

渥丹需要沙質、肥沃或黏土质的排水性能良好的潮湿土壤，喜阳光，不能生长在背阴处，但怕直射光，因此要注意遮阴。喜腐殖质丰富的肥沃土壤，根部处於阴凉处，地上部分需要充足阳光。喜酸性沙质土壤，但在难耕的重粘土中也可以良好生长，且耐碱性好。可生长于多岩石的地面。种植时应在鳞茎上覆盖7－10厘米深的土壤。在温带地区，初秋至中秋是较冷地区栽种鳞茎的最佳时节，而在较温暖地区可於深秋栽培。早春时应防止兔子和蛞蝓等动物侵害，因为如果嫩芽全被啃食，当年鳞茎会失去活性，不能继续生长。
播种繁殖则需在冬末至早春时将种子稀疏的埋入土中并放进冷床，2－4周後发芽，移栽时要极为注意，不能伤害幼苗，不过很多人并不移植，而是使其在盆中生长，直到第二年枯萎。渥丹生长时应定期施肥。鳞茎休眠时可切分，每盆中埋入2－3块，培养至少一年後在鳞茎休眠时定植，这需要在秋季落叶後进行，并立即移植，而在初秋时就可以剥下鳞茎上的鳞片，这些鳞片上长有小鳞茎。如将鳞茎保存在温暖的泥炭内，可生长出球芽。这些球芽可在温室内培育，生长到足够大小时即可种植。